# Alexei Alexejewitsch Woltschenkow
Alexei Alexejewitsch Woltschenkow (russisch Алексей Алексеевич Волченков; * 5. Februar 1953 in Nowosibirsk, Russische SFSR; † 7. Januar 2011 in Moskau, Russland) war ein sowjetischer Eishockeyspieler, der während seiner aktiven Karriere zwischen 1971 und 1983 zahlreiche nationale und internationale Titel mit dem Armeeklub ZSKA Moskau errang. Sein Sohn Anton war ebenfalls professioneller Eishockeyspieler.

## Karriere
Woltschenkow erlernte das Eishockeyspielen in seiner Geburtsstadt Nowosibirsk, wo er ab 1966 in der Nachwuchsabteilung von Sibir Nowosibirsk aktiv war. Vor der Saison 1971/72 wurde der damals 18-jährige Verteidiger vom Armeeklub ZSKA Moskau rekrutiert und spielte fortan für das Eishockeyteam aus der Landeshauptstadt Moskau. Zunächst wurde er im Juniorenteam eingesetzt, aufgrund der Verletzung von Verteidiger Wladimir Luttschenko erhielt er jedoch im September 1971 eine Chance im Seniorenkader des Klubs, die er prompt nutzte. Bis zu seinem Karriereende im Sommer 1983 feierte der Abwehrspieler zahlreiche nationale und internationale Erfolge, darunter zehn sowjetische Meisterschaften, zwei Vizemeisterschaften, drei Pokalsiege sowie neun Europapokal-Triumphe. In 321 Spielen in der Wysschaja Liga erreichte Woltschenkow 36 Tore. Zudem war er im Rahmen der Super Series 1976 gegen die New York Rangers, Montréal Canadiens, Boston Bruins und Philadelphia Flyers aus der National Hockey League aktiv. Sein Defensivpartner war über viele Jahre Sergei Gimajew. Für seine Verdienste mit ZSKA Moskau erhielt er den Orden „Für den Dienst am Vaterland in den Streitkräften der UdSSR“.
In den Spielzeiten 1977/78 und 1978/79 gehörte Woltschenkow zu einem von Boris Majorow betreuten, sowjetischen All-Star-Team, das in der Saison 1977/78 acht und im darauf folgenden Jahr sechs Spiele in der nordamerikanischen World Hockey Association absolvierte. Der Verteidiger kam dabei in allen Spielen zum Einsatz und erreichte fünf Scorerpunkte.
Nach seinem Karriereende kehrte Woltschenkow dem Eishockey vollkommen den Rücken und arbeitete im Sportausschuss des Ministeriums für Verteidigung und beim Militär. Woltschenkow verstarb am 7. Januar 2011 im Alter von 57 Jahren in Moskau.

### International
Woltschenkow vertrat die Juniorennationalmannschaft der UdSSR bei der U19-Junioren-Europameisterschaft 1972 in Schweden. Dort sicherte sich die Sowjetunion hinter dem Gastgeber die Silbermedaille. Der Verteidiger wurden zudem zum besten Verteidiger des Turniers ernannt.
Für die Seniorenauswahl der UdSSR bestritt der Verteidiger lediglich fünf Freundschaftsspiele zwischen November und Dezember 1973. Eines der Spiele absolvierte er im Rahmen des Iswestija Cups und blieb insgesamt ohne Torerfolg. An Olympischen Winterspielen oder Weltmeisterschaften nahm er nicht teil.

## Erfolge und Auszeichnungen
| - 1972 Europapokal-Gewinn mit ZSKA Moskau - 1972 Sowjetischer Meister mit ZSKA Moskau - 1973 Europapokal-Gewinn mit ZSKA Moskau - 1973 Sowjetischer Meister mit ZSKA Moskau - 1973 Sowjetischer Pokalsieger mit ZSKA Moskau - 1974 Europapokal-Gewinn mit ZSKA Moskau - 1974 Sowjetischer Vizemeister mit ZSKA Moskau - 1975 Sowjetischer Meister mit ZSKA Moskau - 1976 Europapokal-Gewinn mit ZSKA Moskau - 1976 Sowjetischer Vizemeister mit ZSKA Moskau - 1977 Sowjetischer Meister mit ZSKA Moskau - 1977 Sowjetischer Pokalsieger mit ZSKA Moskau | - 1978 Europapokal-Gewinn mit ZSKA Moskau - 1978 Sowjetischer Meister mit ZSKA Moskau - 1979 Europapokal-Gewinn mit ZSKA Moskau - 1979 Sowjetischer Meister mit ZSKA Moskau - 1979 Sowjetischer Pokalsieger mit ZSKA Moskau - 1980 Europapokal-Gewinn mit ZSKA Moskau - 1980 Sowjetischer Meister mit ZSKA Moskau - 1981 Europapokal-Gewinn mit ZSKA Moskau - 1981 Sowjetischer Meister mit ZSKA Moskau - 1982 Europapokal-Gewinn mit ZSKA Moskau - 1982 Sowjetischer Meister mit ZSKA Moskau - 1983 Sowjetischer Meister mit ZSKA Moskau |

| - 1972 Silbermedaille bei der U19-Junioren-Europameisterschaft - 1972 Bester Verteidiger der U19-Junioren-Europameisterschaft | - Orden „Für den Dienst am Vaterland in den Streitkräften der UdSSR“ |